# Kamienica przy ulicy św. Antoniego 8 we Wrocławiu
Kamienica przy ulicy św. Antoniego 8 – zabytkowa kamienica przy ulicy św. Antoniego we Wrocławiu.

## Opis architektoniczny
Budynek w obecnej formie został wzniesiony ok. 1700 roku. Był przebudowywany w drugiej połowie XIX wieku oraz w 1905 roku. Budynek narożny, czterokondygnacyjny, pięcioosiowy pokryty dachem kalenicowym. 